# Unitat perifèrica d'Hebros
Hebros (en grec: Νομός Έβρου) és una unitat perifèrica grega de la perifèria de Macedònia Oriental i Tràcia. Correspon a l'antiga prefectura de l'Hebros.

## Hebros en la mitologia
Segons la mitologia grega, Hebros era un dels oceànits, fill, per tant, d'Oceà i Tetis. Era el déu del riu epònim que desembocava a la mar Egea, prop de la colònia d'Ainus (Cicònia, Tràcia Oriental), davant l'illa de Samotràcia. Un dels seus afluents, l'Ardesko (l'actual Hebros) també estava personificat per un déu fluvial. Les seves aigües tenien fama de ser sanadores, per això molts joves venien a banyar-s'hi.
Fou pare de les nimfes Ròdope i Aba, la mare de l'heroi epònim de la ciutat d'Ergiske.

## Municipis
| Municipi               | Codi YPES | Capital   | Codi postal | Prefix telefònic |
| ---------------------- | --------- | --------- | ----------- | ---------------- |
| Alexandrúpoli          | 1301      |           | 681 00      | 25510-2 via 7    |
| Demòtica               | 1303      |           | 683 00      | 25530-2          |
| Feres                  | 1313      |           | 685 00      | 25550-2          |
| Kiprinos               | 1304      |           | 680 05      | 25560-2          |
| Metaxades              | 1305      |           | 680 10      | 25530-3          |
| Orèstia                | 1306      |           | 682 00      | 25520-2          |
| Orfeas                 | 1307      | Làvara    | 680 04      | 25530-3          |
| Samotràcia             | 1308      |           | 680 01      | 25510-4          |
| Suflí                  | 1309      |           | 684 00      | 25540-2          |
| Trajanòpolis de Tràcia | 1310      | Ànthia    | 681 00      | 25310-4          |
| Trígono                | 1311      | Díkea     | 680 07      | 25560-3          |
| Tikheró                | 1312      |           | 680 03      | 25540-4          |
| Vissa                  | 1302      | Nea Vissa | 680 01      | 25520-7          |